# Honkai: Star Rail
Honkai: Star Rail (chinois : 崩坏: 星穹铁道 ; pinyin : Bēnghuài ・ Xīngqióng Tiědào) est un jeu de rôle tactique développé par miHoYo. Il s'agit du quatrième volet de la série Honkai, utilisant de nouveaux personnages ainsi que des versions alternatives des mêmes personnages de Honkai Impact 3rd. Il est sorti officiellement le 26 avril 2023 sur Microsoft Windows, Android et iOS.

## Étymologie
Le "Star Rail" mentionné dans le titre du jeu fait référence à un train interstellaire présent dans le jeu, tandis que Honkai est la principale force antagoniste de la série Honkai, qui cherche à détruire les civilisations à mesure qu'elles avancent technologiquement. Le mot honkai est dérivé du japonais 崩壊 (rōmaji : hōkai), signifiant pourriture ou destruction.

## Système de jeu
Honkai: Star Rail permet aux joueurs de contrôler un nombre de quatre personnages, qui forment une équipe. Des éléments d'exploration de monde ouvert et des donjons sont présents, l'accent étant mis sur les combats stratégiques au tour par tour.

## Développement
Honkai: Star Rail a été officiellement révélé le 7 octobre 2021 sur la chaîne YouTube officielle du jeu. Il est entré dans son premier test bêta fermé du 26 octobre au 1er novembre 2021,. Un deuxième test bêta fermé a lieu le 25 mai 2022. Une troisième bêta a lieu le 10 février 2023. Le jeu est ensuite sorti officiellement le 26 avril 2023 sur Microsoft Windows, Android et iOS